# Галанчож
Галанчож (чечен. ГалайчӀож) или ранее Ахбосой (чечен. Акха-Басс) — упразднённое в 1944 году село на территории Урус-Мартановского района Чеченской Республики России.
Бывший административный центр Галанчожского района, который планировался к воссозданию и учтён Конституцией Чеченской Республики, но так и не был сформирован.

## Название
Наименование Галанчож происходит от названия тайпа галай и чечен. чӀож — «ущелье».

## География
Расположено на берегу реки Осу-Хи, неподалёку от озера Галанчёж, к юго-западу от Грозного.
Ближайшие сёла и развалины: к северо-западу — Амки, к северо-востоку — Корги, к юго-востоку — Кирбит и Ами, к юго-западу — Тишли и Акка, к западу — Итыркале.

## Население
| Год  | Численность | Численность |
| ---- | ----------- | ----------- |
| 1883 | 95          | [ 1 ]       |
| 1889 | 114         | [ 7 ]       |
| 1899 | 113         | [ 1 ]       |

## Легенда о возникновении
Своим духовным центром галайцы считали аул Акха-Басса.

У Галанчожа находится небольшое озеро, о котором в древности сложилось представление о Духе озера. Легенду записал фольклорист XIX века В. Ф. Миллер:
Близ аула Ялхорой, говорит предание, в месте, называемом Амка, было прежде озеро. Однажды мать с дочерью отправились на берег его и по неразумию стали стирать грязные пелёнки в его хрустальной воде. Разгневанный Дух озера за это осквернение обратил обеих женщин в камни, которые и теперь ещё виднеются у Амки. Но и озеро не хотело оставаться в осквернённом ложе. Оно обратилось в чудного рослого быка, который перешёл скалистый кряж, оставив след в виде громадной выемки, и спустился вниз почти с отвесной высоты. Затем бык подошёл к тому месту, где теперь лежит озеро и где прежде были расположены пахотные участки. Одни из местных жителей хотели впрячь быка для работы, другие говорили, что это божий бык и противились его запряжке в плуг, но, в конце концов, быка запрягли. Когда он вёл первую борозду, в ней выступила грязь: при второй стало ещё мокрее: при третьей — из земли выступила вода, при четвёртой борозде вода хлынула стремительно, затопила поле и всех людей. Бык исчез в волнах озера. С тех пор появившееся внезапно озеро внушает суеверный страх туземцам: они считают его бездонным и не пьют его воду.

## История
В 1913 году селение Ахбосой было центром одного из 67 сельских правлений Грозненского округа Терской области — Голанчежское.
До 1944 года село было райцентром и центром Голанчежского сельсовета Галанчожского района.
Село ликвидировано в 1944 году во время выселения чеченцев. После восстановления Чечено-Ингушской АССР в 1956 году чеченцам было запрещено селиться в данном районе.
В конце 2022 года в Урус-Мартановском районе Чеченской Республики было принято решение образовать новые (воссоздать) сёла, в том числе Галанчож — по названию ранее существовавшего Галанчожского (Голанчожского) сельсовета.

## Памятники архитектуры
В XIX веке тут В. Ф. Миллером были зафиксированы боевые башни с пирамидальными крышами, на некоторых из которых были обнаружены петроглифы. К 1964 году этих башен уже не было. Некогда в ауле на горе стоял храм, а в роще — небольшое святилище.